# Andrena gracillima
Andrena gracillima är en biart som beskrevs av Cameron 1897. Andrena gracillima ingår i släktet sandbin, och familjen grävbin. Inga underarter finns listade i Catalogue of Life.